# Welse
Welse – rzeka w Niemczech o długości 52 km. Jest lewostronnym dopływem Odry Zachodniej, do której wpada w okolicy miasta Schwedt/Oder. Źródła wspólne z Randow.
We wczesnym średniowieczu tereny nad rzeką zamieszkiwane były przez plemiona słowiańskie m.in. Wieleci, Pomorzanie.

## Toponimia
Nazwa rzeki notowana była m.in. w formach wilsna (1250), super Welsnam (1265), supra Wilsnam (1267), Wilzenitz (1288), bii der groten welsen (1347), super Welsnam (1375), die Welß (1589), der Welse Strohm (1748), Die Welse (1827).
Nazwa wywodzi się od staropołabskiego hydronimu *Vil’šna w znaczeniu ‘rzeka, nad którą rosną olsze’, który z kolei utworzony został od nazwy pospolitej *vil’ša, czyli ‘olsza’. 
W języku polskim spotykane są formy Olsza i Wilsna.